# Arendsee (Altmark)
Arendsee (Altmark) est une ville de Saxe-Anhalt en Allemagne.

## Géographie
Arendsee est située au nord de la région de l'Altmark, en bordure du lac Arendsee.

## Personnalités liées à la ville
- Emanuel Felke (1856-1926), pasteur né à Kläden.
- Jürgen Kurths (1953-), physicien né à Arendsee.